# 부포역
부포역(釜浦驛)은 황해남도 강령군의 철도역이다. 조선민주주의인민공화국 최남단 철도역이다.